# 纽兰兹决议
纽兰兹决议（英語：Newlands Resolution）是美国国会于1898年7月4日通过的一项联合决议案，旨在吞并独立的夏威夷共和国，由民主党内华达州的眾议员弗朗西斯·G·紐蘭茲起草。兼并夏威夷是一个备受争议的政治问题，类似的还有1898年的菲律宾问题。1900年，美国国会创建了夏威夷领地。

## 经过
1897年，总统威廉·麦金利签署了兼并夏威夷共和国的条约，但未能获得参议院通过，90名参议员中只获得了46票支持。1898年4月，美国与西班牙开战，夏威夷共和国宣布中立，实际上为美国提供很大的支持，展现了其作为海军基地的价值，并赢得了美国对其非中立行为的广泛认可。 随着反对声的削弱，夏威夷在纽兰兹决议下被兼并（该法案为美国国会的国内法），决议案只要求美国参众两院多数通过，没有夏威夷本地居民参加投票。该法案由民主党人提名，但大部分支持却来自共和党人（众议院以209票对91票通过，当时有182名共和党议员）。法案于1898年7月4日获得批准，并于7月7日由总统麦金利签署。8月12日，在伊奥拉尼宫的台阶上举行仪式，表示夏威夷主权正式移交给美国，大多数夏威夷公民不承认这一事件的合法性，也没有出席仪式。